# Stuart Holden
Stuart Alistair Holden, född 1 augusti 1985, är en amerikansk före detta fotbollsspelare (mittfältare).

## Landslagskarriär
Holden har representerat USA:s U20-, U23- och seniorlandslag. Han gjorde sin debut och första mål i seniorlandslaget mot Grenada i juli 2009. Han var med i USA:s trupp vid olympiska sommarspelen 2008, CONCACAF Gold Cup 2009 och världsmästerskapet i fotboll 2010.